# Imun
Imun je osamoceně stojící a dlouhodobě nečinný (možná vyhaslý) sypaný kužel dacitového až ryolitového složení, nacházející se jižně od jezera Toba na severu indonéského ostrova Sumatra. Kdy došlo k poslední erupci, není známo. Odhady hovoří o konci pleistocénu nebo začátku holocénu.